# Bune

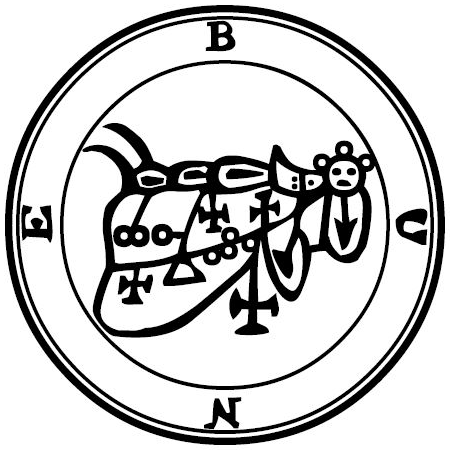
O selo de Bune, A Chave Menor de Salomão (século XVII)

Na demonologia, Bune (também grafado como Bime ou Bimé) é o vigésimo sexto espírito e considerado no grimório, como o poderoso, forte e Grande Duque do Inferno, e tem trinta legiões de demónios sob o seu comando.
Ele muda o lugar do morto, tornando-os em demônios que por sua vez, ficam sob seu domínio, para poder reunir e recolher os seus sepulcros.
Bune torna os homens perspicazes e sábios, e dá respostas verdadeiras às suas demandas e também à riqueza. Ele fala com uma voz graciosa e alta.
Bune é descrito como um dragão de três cabeças, sendo uma cabeça de um cão e outra como um Grifo e outra de um homem (de acordo com alguns grimórios, é descrito que ele tem duas cabeças, sendo uma de dragão e a segunda de um homem).